# جوبدو
جوبدو ماركة تجارية من الأردن ملائمة لأسلوب الحياة، تنتتج وتبيع أزياء الشارع والإكسسوار ممازجة الثقافة العربية مع الثقافة الشعبية العالمية. تأسست كمشروع في عام 2007، نمت الشركة من خلال حملة تمويل جماعي كاسرة رقما قياسيا. أصبحت جوبدو مركزا لحركة إبداعية جمعت الفنانين والكتاب والموسيقيين، وخصوصا فنانين شارع عمان. الماركة تدعم وتعزز الموسيقى البديلة الأردنية والصناعة السينمائية.

## تاريخ
تأسست جوبدو في عام 2007 من قبل تامر المصري وميشيل مقدح، الذين قرروا بدء العلامة التجارية المستوحاة من ثقافة البوب العربية. طبعوا 6 تصاميم على 600 تي شيرت وبدأوا بيعهم في سوق جارا، شارع السوق الشعبي في واحد من أقدم أحياء عمان. بدأوا فقط ب4 الاف دولار، تلقوا التمويل البذري الأولي من صديق. المصري ومقدح عادوا في عام 2008 بهوية أوضح علامة التجارية ومخزون 4000 تي شيرت. افتتحوا أول متجر في عام 2009 والثاني في عام 2012. وفي عام 2011، أنشأت الشركة موقعها الإلكتروني.
في عام 2014، قامت جوبدو حملة من خلال أوريكا (Eureeca)، برنامج التمويل جماعي. وكان تقييم الشركة قبل جمع التبرعات اثنا مليون دولار. تجاوزت جوبدو هدفها من100 الف دولار في أربعة أيام من إطلاق الحملة وجمعت119 الف دولار من 28 مستثمر مختلف، معظمهم من دولة الإمارات العربية المتحدة، المملكة العربية السعودية، والكويت. وحطمت الحملة رقم قياسي بالنسبة ل.
تبيع جوبدو بانتظام منتجاتها من خلال فيرجن ميجاستور (Virgin Megastores) بدولة الإمارات العربية المتحدة والمملكة العربية السعودية ومصر والأردن وقطر والبحرين. جوبدو لديها أيضا شركتها الخاصة للبضائع تسمى ميرشمالو.(Merchmallow) عن طريق إنتاج البضائع للشركات، ميرشمالو تمثل حاليا نحو 40 في المئة من عائدات جوبدو.

## المنتجات
تجمع جوبدو أعمال المصممين العرب على مختلف المنتجات بما في ذلك التي شيرت، ال«هوديز»، وملصقات الإعلانات، وغيرها من الإكسسوار، بهدف خلق العلامة التجارية المستدامة التي تجسد الثقافة العربية. اسم «جوبدو» يشير إلى البدو في الأردن، على أنهم «الأسياد في مواجهة الشدائد» و «رجال الأعمال بطبيعتهم». للفت انظار السوق العالمية، يتم الجمع بين التصاميم العربية مع السينما العالمية والتلفزيون ورموز ثقافة البوب.
تشمل القمصان نصوص باللغة الإنجليزية والعربية وال"3arabeezy" (العربية العامية المكتوبة على الإنترنت بالحروف اللاتينية)، مع بعض التلاعب بالكلام مثل "Free-Dom" (باللغة العربية، "Dom" بمعني "الدم") أو " Wadi Rum and Coke وقد تم الترويج لجوبدو من قبل المشاهير مثل باسل خليل وعلاء وردي.
ويشمل نطاق جوبدوالملابس و «ونزيز» (onesies) و«هوديز» (hoodies). وتشمل الملحقات سلاسل المفاتيح، ومؤشرات الكتب، وملصقات الإعلانات، والاكسسوارات المنزلية الفنية، وحاملات المحمول، والأكواب والدفاتر وكراسات الرسم والحقائب. عملت جوبدو مع المصممين مثل مثنى حسين، هادي علاء الدين، ورشة، لطفي زايد، دينا فواخيري، ABNO، وغيرهم.

## أنشطة أخرى
أصبحت جوبدو مركزا لحركة إبداعية تجمع الفنانين والكتاب والرسامين والموسيقيين. وقد لعبت دورا محوريا في تطوير فن الشارع الجديد في عمان.
في عام 2010، أصبحت جوبدو تشارك في مشهد الموسيقى البديلة في المنطقة من خلال إنتاج ألبومات، دعم الموسيقيين، طباعة بضاعتهم، وبيع موسيقاهم. وأسست الشركة «جوبدو فيلم شوب» (“Jobedu Film Shop”) متجر مؤقت بالتعاون مع الهيئة الملكية الأردنية للأفلام في عمان في عام 2016. عشرين في المئة من جميع المبيعات من متجر الفيلم شوب ذهبت لدعم الأفلام الأردنية. وكانت ايضاجوبدو شريكة لمهرجان دبي السينمائي الدولي 2014-2015.
الشركة مؤيدة ل”فيد ذا ارتيستس" (Feed The Artists)، منحة الفن الطائفي التي تبني مجتمع من خلال إهداء الغذاء. تجتمع جوبدو مع مؤسسة نهر الأردن وجمعية سكان حي جبل عمان القديم للترقيات والمناسبات الخيرية.
الآن ملابس جوبدو في محل مغناطيس في اربد

## وصلات خارجية
- الموقع الرسمي
- Merchmallow